# Amor de loca juventud
Amor de loca juventud, (in spagnolo: Amore della pazza gioventù) è una canzone composta dal chitarrista compositore Rafael Ortiz nel 1950. Il brano è influenzato dalla musica nera statunitense, compresi gospel e jazz, che erano molto popolari all'Avana in quegli anni.

## Il significato
Il protagonista canta di come le sue illusioni, nei suoi sogni passati, e qualcosa che ha soddisfatto con un amore appassionato, stiano lentamente morendo. Ha donato anima e corpo alla sua compagna, sperando di consacrare la loro relazione, ma ha scoperto che tutto ciò che lei desiderava era l'amore della gioventù.
Nel 1996 il brano fu inciso nella versione di Compay Segundo con il collettivo Buena Vista Social Club , nell'omonimo album prodotto da Ry Cooder.

## Musicisti
- Compay Segundo - voce, chitarra
- Julio Alberto Fernàndez - voce, maracas
- Ry Cooder - slide guitar
- Benito Suarez Magana - chitarra
- Salvador Repilado Labrada - basso
- Ibrahim Ferrer - bongos
- Joachim Cooder - dumbek